# Korni Grupa
I Korni Grupa sono un gruppo musicale rock serbo attivo dal 1968 al 1974 e originario di Belgrado.
Ha rappresentato la Jugoslavia all'Eurovision Song Contest 1974.

## Formazione
- Kornelije Kovač "Bata" – tastiere, organo, piano, voce (1968-1974, 1987)
- Bojan Hreljac – basso (1968-1974, 1987)
- Vladimir Furduj "Furda" – batteria (1968-1974, 1987)
- Velibor Kacl "Borko" – chitarra (1968-1969)
- Miroslava Kojadinović "Seka" – voce (1968)
- Dušan Prelević "Prele" – voce (1968)
- Dalibor Brun – voce (1969)
- Dado Topić – voce (1969-1971, 1987)
- Josip Boček – chitarra (1969-1974, 1987)
- Zdravko Čolić – voce (1971-1972)
- Zlatko Pejaković – voce (1972-1974)

## Discografia

### Album studio
- Korni Grupa (1972)
- Not an Ordinary Life (1974)
- 1941. (1979)

### Raccolte
- Korni Grupa (1971)
- Mrtvo more (1975)
- Prvo svetlo neobičnog života (1996)
- Kolekcija singlova (2001)
- Ne tako običan život (I posle trideset godina) (2005)